# Laura Paris (gimnasta de trampolín)
Laura Paris (21 de junio de 1992) es una deportista francesa que compite en gimnasia en la modalidad de trampolín.
Ganó una medalla de plata en el Campeonato Mundial de Gimnasia en Trampolín de 2023 y una medalla de oro en el Campeonato Europeo de Gimnasia en Trampolín de 2024, ambas en la prueba por equipo.

## Palmarés internacional
| Campeonato Mundial | Campeonato Mundial       | Campeonato Mundial | Campeonato Mundial |
| Año                | Lugar                    | Medalla            | Prueba             |
| ------------------ | ------------------------ | ------------------ | ------------------ |
| 2023               | Birmingham (Reino Unido) | Medalla de plata   | Equipo             |
| Campeonato Europeo |                          |                    |                    |
| Año                | Lugar                    | Medalla            | Prueba             |
| 2024               | Guimarães (Portugal)     | Medalla de oro     | Equipo             |